# Tata Steel
Tata Steel  (ex Tata Iron and Steel Company Limited, abbreviato come TISCO) è una multinazionale indiana produttrice di acciaio con sede a Mumbai, Maharashtra, India e filiale del Gruppo Tata.
Si tratta di una delle principali aziende produttrici di acciaio a livello mondiale con annuali consegne di 23.88 milioni di tonnellate di acciaio grezzo (nel FY17), ed è la seconda società di acciaio più grande in India (misurata dalla produzione nazionale), con una capacità annua di 13 milioni di tonnellate.
Tata Steel ha attività produttive in 26 paesi, tra cui Australia, Cina, India, Paesi Bassi, Singapore, Thailandia e Regno Unito e impiega circa 74.000 persone. La sua più grande fabbrica si trova a Jamshedpur . Nel 2007 Tata Steel ha acquisito il produttore d'acciaio britannico Corus.
É 486° nella classifica Fortune Global 500, lista delle 500 più grandi società del mondo.

## Storia
Tata Iron and Steel Company è stata fondata da Jamshedji Tata e stabilite da Dorabji Tata il 26 agosto 1907, come parte del Jamshetji s' Tata Group. Nel 1939 operò la più grande fabbrica di acciaio nell'Impero britannico. L'azienda ha lanciato un importante programma di modernizzazione e di espansione nel 1951. Successivamente nel 1958 il programma è stato aggiornato a 2 milioni di tonnellate metriche all'anno (MTPA) .Nel 1970, l'azienda impiegava circa 40.000 persone a Jamshedpur, con altri 20.000 nelle miniere di carbone limitrofe. Nel 1971 e nel 1979, ci sono stati dei tentativi per nazionalizzare l'azienda, ma sono falliti. Nel 1990, ha iniziato il piano di espansione e ha istituito la sua controllata Tata Inc. a New York. La società ha cambiato nome da TISCO a Tata Steel nel 2005. Nel 2015, Tata Steel ha annunciato l'acquisto di tre centri di servizi per nastri in Svezia, Finlandia e Norvegia da SSAB per rafforzare la propria offerta nella regione nordica. Tuttavia, non ha rivelato il valore delle transazioni.

### Serie di acquisizioni
NatSteel nel 2004: nell'agosto 2004 Tata Steel ha accettato di acquisire le operazioni di fabbricazione dell'acciaio del NatSteel di Singapore per 486,4 milioni di $ in contanti.. NatSteel aveva concluso il 2003 con un fatturato di 1,4 miliardi di $ e un utile prima delle imposte di 47 milioni di $.  Le attività di acciaio di NatSteel sarebbero gestite dalla società attraverso una filiale interamente controllata Natsteel Asia Pte Ltd. L'acquisizione è stata completata nel febbraio 2005.  Al momento dell'acquisizione, NatSteel aveva Una capacità di circa 2 milioni di tonnellate all'anno di acciaio finito
Millennium Steel nel 2005: Tata Steel ha acquisito una quota di maggioranza del Millennium Steel, produttore di acciaio in Thailandia, per un costo complessivo di 130 milioni di $. Ha pagato 73 milioni di $ a Siam Cement per una quota del 40% e ha offerto di pagare 1,13 baht per azione per un altro 25% delle azioni di altri azionisti. Per l'anno 2004, Millennium Steel aveva un fatturato di 406 milioni di $ e un profitto dopo imposte di 29 milioni di $.Al momento dell'acquisizione, Millennium Steel è stata la più grande società di acciaio in Thailandia con una capacità di 1,7 milioni di tonnellate annue, per produrre nell'ambito dell'edilizia e l'ingegneria e per le industrie automobilistiche. Millennium Steel è ora rinominato in Tata Steel Thailand e ha sede a Bangkok. Il 31 marzo 2013, ha acquisito circa. 68% della società
Corus nel 2007: Il 20 ottobre 2006, Tata Steel ha firmato un accordo con l'azienda anglo-olandese, Corus, per acquistare la quota del 100% a 4,3 miliardi di £ ed a 455 pence per azione. Il 19 novembre 2006 la società brasiliana Companhia Siderúrgica Nacional (CSN) ha lanciato una contro offerta per Corus a 475 pence per azione, valutandola a 4,5 miliardi di £. L'11 dicembre 2006, Tata ha aumentato preventivamente la sua offerta a 500 pence per azione, che è scesa in poche ore da un'offerta CSN di 515 pence per azione, valutando l'accordo a 4,9 miliardi di £. Il consiglio di Corus ha immediatamente raccomandato sia le offerte rivedute ai propri azionisti. Il 31 gennaio 2007 Tata Steel ha vinto la propria offerta per Corus dopo aver offerto 608 pence per azione, valutando Corus a 6,7 miliardi di £ (12 miliardi di $).
Nel 2005, Corus impiegava circa 47.300 persone in tutto il mondo, di cui 24.000 nel Regno Unito. Al momento dell'acquisizione, Corus era quattro volte più grande di Tata Steel, in termini di produzione annuale di acciaio. Corus è stato il 9 ° produttore più grande del mondo dell'acciaio, mentre Tata Steel è al 56 ° posto. L'acquisizione ha reso il quinto più grande produttore di acciaio Tata Steel nel mondo.
2 società del laminatoio in Vietnam nel 2007: Tata Steel, consociata controllata a Singapore, NatSteel Asia Pte Ltd, ha acquisito la partecipazione di controllo in due società di laminazione situate in Vietnam: Structure Steel Engineering Pte Ltd (100%) e Vinausteel Ltd (70%). Il valore dell'impresa per l'acquisizione era di 41 milioni di $. Con questa acquisizione, Tata Steel ha ottenuto due laminatoi, un tirante a barre/filo da 250k tonnellate all'anno gestito da SSE Steel Ltd e un tonificatore di barre di rinforzo da 180k tonnellate gestito da Vinausteel Ltd.

### La fusione con ThyssenKrupp
Il 20 settembre 2017 la ThyssenKrupp tedesca ha annunciato di voler fondere le attività siderurgiche europee con Tata Steel in una joint venture paritaria.  A seguito della fusione, la sede centrale del gruppo sarà trasferita ad Amsterdam, nei Paesi Bassi, e prenderà il nome di Thyssenkrupp Tata Steel BV. Il 30 giugno 2018 le due società hanno firmato un accordo vincolante per creare la nuova impresa comune. Una fusione molto sofferta all'interno del gruppo Thiessenkrupp con una serie di dimissioni tra i vertici: il 6 luglio 2018 si dimette Heinrich Hiesinger, CEO dal 2011, una settimana dopo lascia anche il presidente Ulrich Lehner
Nel giugno 2019 l'Antitrust Ue ha dato lo stop alla fusione "che avrebbe ridotto la concorrenza e aumentato i prezzi per diversi tipi di acciaio". Bruxelles ha anche spiegato che le parti "non hanno offerto rimedi adeguati" ai dubbi espressi dall'Antistrut.

## Operazioni

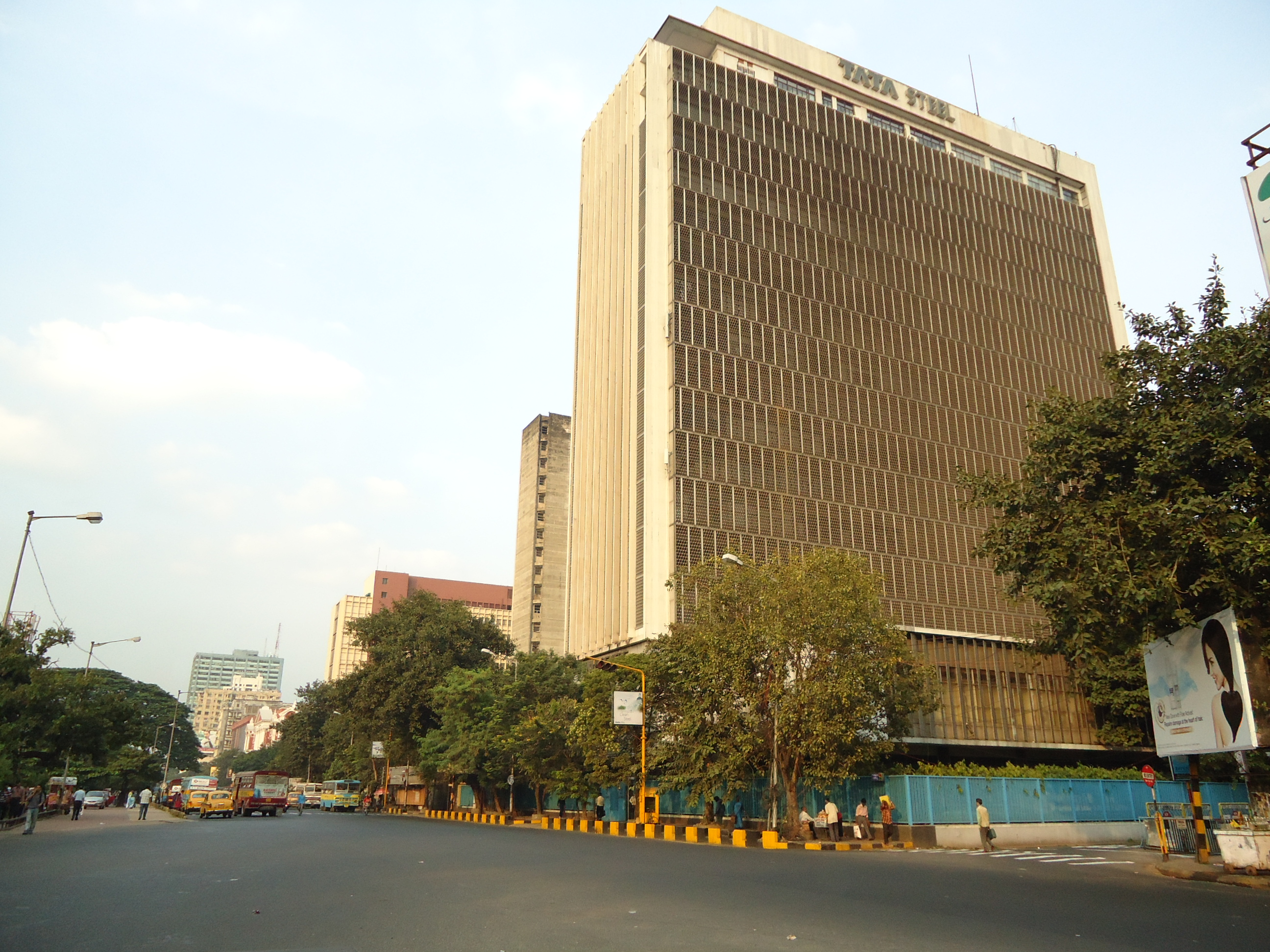
La sede Tata a Calcutta

Tata Steel ha sede a Bombay, mentre la sede di marketing si trova a Calcutta. Ha una presenza in circa 50 paesi con attività produttive in 26 paesi tra cui: India, Malaysia, Vietnam, Thailandia, Emirati Arabi Uniti, Costa d'Avorio, Mozambico, Sudafrica, Australia, Regno Unito, Paesi Bassi, Francia e Canada.
Tata Steel è specializzata nella fornitura di prodotti di consumo, di ingegneria, di imballaggio, di sollevamento e scavo, di energia e di potenza, di aerospaziale, di costruzione navale, ferroviaria, di difesa e di sicurezza.

### Piani di espansione
Tata Steel ha fissato un obiettivo da raggiungere, una capacità di produzione annua di 100 milioni di tonnellate entro il 2015; Sta pianificando l'espansione della capacità di essere bilanciata circa 50:50 tra gli sviluppi greenfield e le acquisizioni. Con le acquisizioni all'estero hanno già aggiunto un ulteriore 21,4 milioni di tonnellate di capacità, tra cui Corus (18,2 milioni di tonnellate), NatSteel (2 milioni di tonnellate) e Millennium acciaio (1,2 milioni di tonnellate). Tata prevede di aggiungere altri 29 milioni di tonnellate di capacità attraverso acquisizioni
I principali progetti di espansione per impianti di acciaio in acciaio pianificati da Tata Steel includono:
Un impianto di capacità annuale di 6 milioni di tonnellate a Kalinganaga; un'espansione della capacità del suo stabilimento a Jharkhand, in India, da 6,8 a 10 milioni di tonnellate all'anno; Un impianto di capacità annuale di 5 milioni di tonnellate a Chhattisgarh, in India (nel 2005 Tata Steel ha firmato un memorandum d'intesa con il governo di Chhattisgarh; l'impianto sta affrontando una forte protesta contro i popoli tribali);  Un impianto di capacità annuale di 3 milioni di tonnellate in Iran; Un impianto di capacità annuale di 2,4 milioni di tonnellate in Bangladesh;  Un impianto di capacità annua di 10,5 milioni di tonnellate in Vietnam (studi di fattibilità sono in corso) ed un impianto di capacità annuale di 6 milioni di tonnellate a Haveri.

## Partecipazioni
Il 31 marzo 2013 il Gruppo Tata deteneva il 31,35% delle azioni di Tata Steel. Oltre 1 milione di azionisti individuali detengono ca. Il 21% delle sue azioni. Life Insurance Corporation of India è il principale azionista non promotore della società con una partecipazione del 14,88%
| Azionista                       | Quota  |
| ------------------------------- | ------ |
| Promoters: Tata Group companies | 31.35% |
| Insurance Companies             | 21.81% |
| Individual shareholders         | 22.03% |
| Foreign Institutional Investors | 15.35% |
| GDR                             | 02.41% |
| Altri                           | 07.05% |
| Totale                          | 100.0% |

Le quote di Tata Steel sono quotate alla Borsa di Bombay, dove è un costituente dell'indice SENSEX BSE, e il National Stock Exchange of India, dove è un costituente della S & P CNX Nifty. Le sue ricevute globali di deposito (GDR) sono quotate alla Borsa di Londra e alla borsa valori di Lussemburgo

## Prodotti
L'impianto di acciaio produce:
- Ferro
- Ferro morbido
- Ghisa
- Lega

Essi producono anche:
- Sostanze chimiche
- Parti di locomotiva
- Attrezzature agricole
- Macchinari, lamiera stagnata
- Cavo e filo.

## Nello sport

### Calcio
Dal 2017, dopo aver vinto l'offerta da parte del Football Sports Development, creano una squadra apposita che parteciperà al campionato 2017 dell'Indian Super League, diventando così proprietari del Jamshedpur Football Club.

### Scacchi
Dal 2007, in seguito alla rilevazione del gruppo Corus, sponsorizza il prestigioso Torneo di scacchi di Wijk aan Zee, associando il proprio nome all'evento a partire dall'edizione del 2011.